# 진주 강씨 세계도

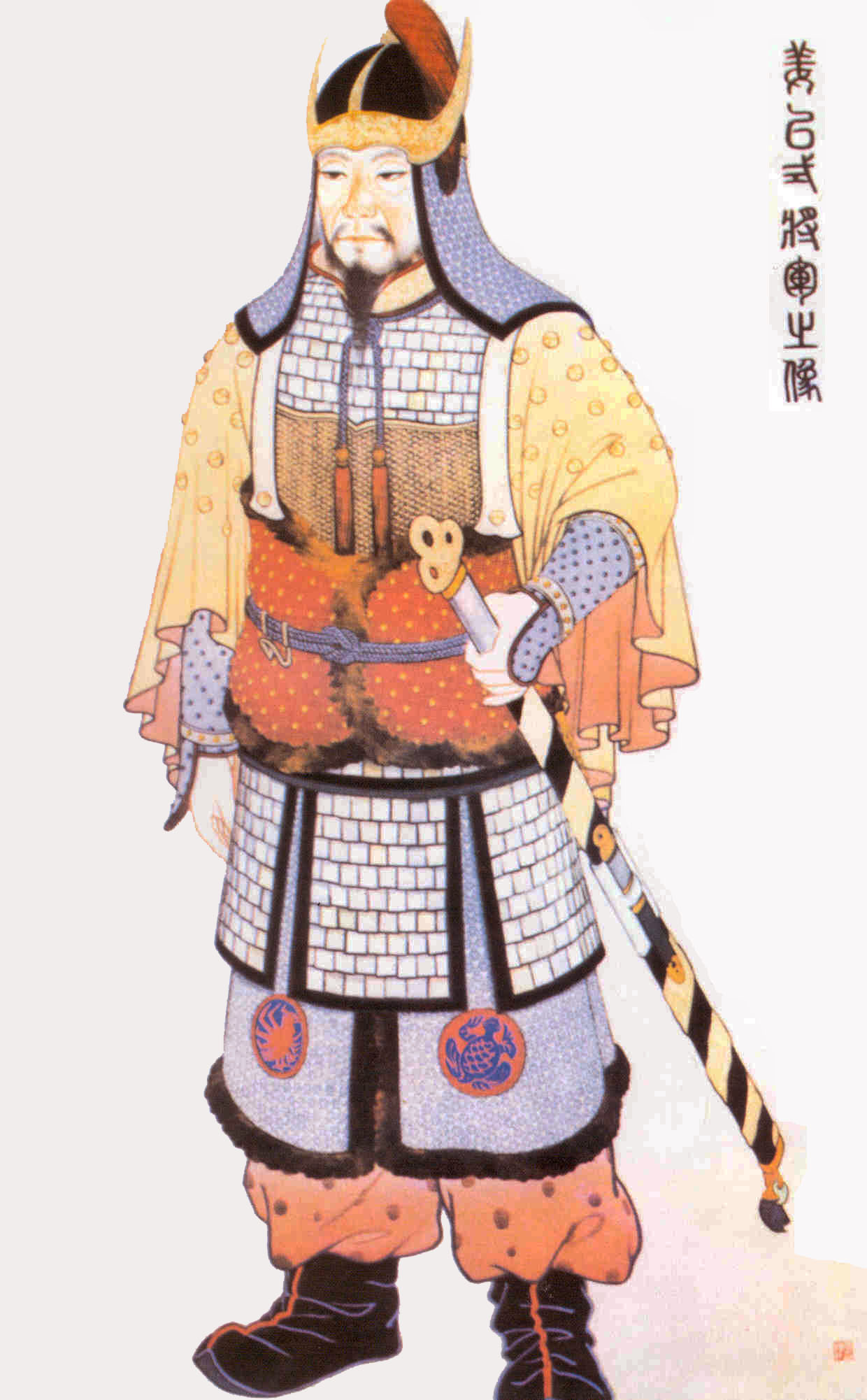
강이식 장군(진주 봉산사)

진주 강씨의 모든 파의 계보를 서술함.

## 상계(소전 ~ 강이식)
《진주강씨한양대동보》에 의거하여 나열
참조 : 한양대동보상 세계와 동이천손원류상 세계가 약간 다릅니다..수정하시길 바랍니다.
```
도시조 소전(小典)
원시조 신농(神農)
2세 임괴
3세 제승 
4세 제명 
5세 제의 
6세 제래 
7세 제리 
8세 제절경 
9세 제극 
10세 제유망 
11세 제백림 
12세 제백송 
13세 백회 
14세 백숭 
15세 백능 
16세 왕의 
17세 왕정 
18세 왕회 
19세 왕주 
20세 왕고 
21세 왕재 
22세 왕선 
23세 왕계
24세 왕괴
25세 왕정
26세 지도
27세 조영
28세 소성 
29세 제공
30세 임일
31세 승선
32세 여광
33세 영화
34세 가선
35세 형차
36세 해복
37세 조갑
38세 일부
39세 정일
40세 미성
41세 원일
42세 중조
43세 계항
44세 선일
45세 사회
46세 휘전
47세 공환
48세 예중
49세 
태공
(제나라 국조, 
주나라
 재상, 
당나라
, 
청나라
 추촌 무성왕,武成王)
50세 정공
51세 을공
52세 계공
53세 예공
54세 무공
55세 여공
56세 문공
57세 성공
58세 장공
59세 희공
60세 양공
61세 무궤
62세 사
63세 영공
64세 주공
65세 도공
66세 간공
67세 선공
68세 
강공
(제나라 최후의 군주)
69세 
상선
(진나라의 제 첫 제후)
70세 구후
71세 해후
72세 기후
73세 저후
74세 규후
75세 
영후
(진나라의 제 마지막 제후)
76세 상백
77세 영태
78세 순선
79세 옥성
80세 해주
81세 영정
82세 복인
83세 진황
84세 공수
85세 성일
86세 중해
87세 화경
88세 이위
89세 종성
90세 탁수
91세 선초
92세 배덕
93세 유 (서위 추촌 왕 개명왕,開明王)
94세 시
95세 영
96세 광조
97세 상일
98세 우화
99세 진집
100세 강경재
101세 강낙광
102세 강동인
103세 강일동
104세 강철상
105세 강이식 
```

## 강이식 ~ 파조
```
1세 강이식(姜以式)
2세 강운기
3세 강수손
4세 강괘
5세 강극용
6세 강택인
7세 강진
8세 강사진
9세 강기장
10세 강구만
11세 강사미
12세 강홍
13세 강호덕
14세 강진보
15세 강홍명
16세 강철영
17세 강도
```

### 분파
- 18세 강희경
- 19세 강복민
- 20세 강창서
  - 21세 강계용
  - 21세 강위용
  - 21세 강원용
- 18세 강종일
- 19세 강극술
- 20세 강보능
  - 21세 강민첨
- 18세 강수경
- 19세 강문직
- 20세 강궁진
  - 21세 강감찬

## 소감공파 少監公派
- 1세 강위용
- 2세 강문로
- 3세 강충
- 4세 강태
  - 5세 강희령
    - 6세 강득정
      - 7세 강공연
        - 8세 강덕승(중랑장파)

      - 7세 강공원
        - 8세 강덕수(정현공파)
- 4세 강건
  - 5세 강인검
    - 6세 강우
      - 7세 강사덕
        - 8세 강대(현령공파)
        - 8세 강생(진사공파)

## 관서공파 關西公派
- 1세 강원용
- 2세 강기문
- 3세 강원로
- 4세 강정우
- 5세 강서공
- 6세 강득주
- 7세 강계년
- 8세 강윤보
- 9세 강사근
- 10세 강국흥
  - 11세 강흠(판서공파)
  - 11세 강명(판관공파)
  - 11세 강지(장령공파)
  - 11세 강행(호판공파)
  - 11세 강길(교리공파)

## 은열공파 (진산 강씨)
- 1세 강민첨
- 2세 강단
- 3세 강항
  - 4세 강보문
    - 5세 강운익
      - 6세 강원길(밀직공파)
- 3세 강보
  - 4세 강정협
    - 5세 강여익
      - 6세 강원감(첨사공파)
      - 6세 강원찬(학사공파)
      - 6세 강원전(부사공파)

## 염통악파(제주 강씨)
```
시조 
강이식

     ㆍ
     ㆍ
   
실전됨

     ㆍ
     ㆍ
염통악파조 강무경
2세 강인연
3세 제주 강씨
```